# Südamerikaspiele 2010/Handball
Bei den 9. Südamerikaspielen 2010 wurde zum dritten Mal jeweils ein Turnier im Handball für Nationalmannschaften der Männer und Frauen ausgetragen. Die Wettbewerbe fanden vom 20. bis 30. März im Coliseo Unidad Deportiva Ditaires in Itagüí in Kolumbien statt.
Gespielt wurde jeweils in einer Gruppe in einem einfachen Jeder-gegen-jeden-Turnier. Sieger wurden die brasilianische Männer-Handballnationalmannschaft und die argentinische Frauen-Handballnationalmannschaft.

## Männer

### Turnierverlauf
| Pl. | Land        | Sp. | S | U | N | Tore      | Diff. | Punkte |
| --- | ----------- | --- | - | - | - | --------- | ----- | ------ |
| 1.  | Brasilien   | 4   | 4 | 0 | 0 | 0146:900  | +56   | 8      |
| 2.  | Argentinien | 4   | 3 | 0 | 1 | 0133:940  | +39   | 6      |
| 3.  | Chile       | 4   | 1 | 1 | 2 | 0108:1150 | −7    | 3      |
| 4.  | Uruguay     | 4   | 1 | 1 | 2 | 098:1250  | −27   | 3      |
| 5.  | Kolumbien   | 4   | 0 | 0 | 4 | 088:1490  | −61   | 0      |

Anmk.: Bei Punktgleichheit entschied der direkte Vergleich, dann das Torverhältnis.
| 26. März 2010 | Uruguay | 22:38 | Argentinien | Coliseo Unidad Deportiva Ditaires, Itagüí |
| 26. März 2010 |         |       |             | Coliseo Unidad Deportiva Ditaires, Itagüí |
| 26. März 2010 |         |       |             | Coliseo Unidad Deportiva Ditaires, Itagüí |

| 26. März 2010 | Kolumbien | 20:40 | Brasilien | Coliseo Unidad Deportiva Ditaires, Itagüí |
| 26. März 2010 |           |       |           | Coliseo Unidad Deportiva Ditaires, Itagüí |
| 26. März 2010 |           |       |           | Coliseo Unidad Deportiva Ditaires, Itagüí |

| 27. März 2010 | Uruguay | 18:39 | Brasilien | Coliseo Unidad Deportiva Ditaires, Itagüí |
| 27. März 2010 |         |       |           | Coliseo Unidad Deportiva Ditaires, Itagüí |
| 27. März 2010 |         |       |           | Coliseo Unidad Deportiva Ditaires, Itagüí |

| 27. März 2010 | Chile | 24:28 | Argentinien | Coliseo Unidad Deportiva Ditaires, Itagüí |
| 27. März 2010 |       |       |             | Coliseo Unidad Deportiva Ditaires, Itagüí |
| 27. März 2010 |       |       |             | Coliseo Unidad Deportiva Ditaires, Itagüí |

| 28. März 2010 | Uruguay | 24:24 | Chile | Coliseo Unidad Deportiva Ditaires, Itagüí |
| 28. März 2010 |         |       |       | Coliseo Unidad Deportiva Ditaires, Itagüí |
| 28. März 2010 |         |       |       | Coliseo Unidad Deportiva Ditaires, Itagüí |

| 28. März 2010 | Argentinien | 39:18 | Kolumbien | Coliseo Unidad Deportiva Ditaires, Itagüí |
| 28. März 2010 |             |       |           | Coliseo Unidad Deportiva Ditaires, Itagüí |
| 28. März 2010 |             |       |           | Coliseo Unidad Deportiva Ditaires, Itagüí |

| 29. März 2010 | Chile | 23:38 | Brasilien | Coliseo Unidad Deportiva Ditaires, Itagüí |
| 29. März 2010 |       |       |           | Coliseo Unidad Deportiva Ditaires, Itagüí |
| 29. März 2010 |       |       |           | Coliseo Unidad Deportiva Ditaires, Itagüí |

| 29. März 2010 | Kolumbien | 25:33 | Uruguay | Coliseo Unidad Deportiva Ditaires, Itagüí |
| 29. März 2010 |           |       |         | Coliseo Unidad Deportiva Ditaires, Itagüí |
| 29. März 2010 |           |       |         | Coliseo Unidad Deportiva Ditaires, Itagüí |

| 30. März 2010 | Kolumbien | 25:37 | Chile | Coliseo Unidad Deportiva Ditaires, Itagüí |
| 30. März 2010 |           |       |       | Coliseo Unidad Deportiva Ditaires, Itagüí |
| 30. März 2010 |           |       |       | Coliseo Unidad Deportiva Ditaires, Itagüí |

| 30. März 2010 | Argentinien | 28:30 | Brasilien | Coliseo Unidad Deportiva Ditaires, Itagüí |
| 30. März 2010 |             |       |           | Coliseo Unidad Deportiva Ditaires, Itagüí |
| 30. März 2010 |             |       |           | Coliseo Unidad Deportiva Ditaires, Itagüí |

### Platzierungen
Legende
| Rang | Mannschaft  | Kader |
| ---- | ----------- | --- |
|      | Brasilien   | Leonardo Bortolini, Fábio Chiuffa, João Victor Feliciano, Uelington Ferreira, Julio César Gomes, Luís Ricardo Nascimento, Rodrigo Moraes, David Nunes, Fernando Pacheco Filho, Gil Pires, Felipe Borges, Bruno Santana, Maik Santos, Thiagus Petrus, Alexandre Silva, Diogo Souza. |
|      | Argentinien | Fernando Gabriel García, Leonel Maciel, Federico Gastón Fernández, Facundo Torres, Juan Pablo Fernández, Lucas Morás, Juan Manuel Vázquez, Pablo Sebastián Portela, Marco Arce, Diego Simonet, Sebastián Simonet, Federico Matías Vieyra, Andrés Kogovsek, Federico Pizarro, Mariano Cánepa, Francisco Schiaffino. |
|      | Chile       | Guillermo Araya, Felipe Barrientos, Felipe Andres Barros Quiroz, Cristian Eduardo Campos Perez, Francisco Guillermo Chacana Araya, Cristóbal del Río, Nicolas Antonio Diaz Catalan, Nicolás Jofre, Jonathan Rodrigo Maturana Saavedra, Felipe Eduardo Maurin Garcia, Lidio Mera Herrera, Marcelo Amed Micaly Castillo, Felipe Eugenio Mihovilovic Perez, Elías Oyarzún, Claudio Andres Reyes Michell, Mario Soto, Alfredo Dario Valenzuela Dupre.                                 |
| 4    | Uruguay     | Jonathan Ansolabehere, Diego Arca, Juan Manuel Benitez, Rodrigo Bernal, Pablo Caro, Nicolas Fabra, Javier Fradiletti, Gonzalo Gamba, Sebastian Iglesias, Alejandro Lasa, Maximiliano Malfatti, Pablo, Marrochi, Nicolas Orlando, Gabriel Spangenberg, Christian van Rompaey, Hermann Wenzel. |
| 5    | Kolumbien   | Jorge Abdo Abuchar Suarez, Peter Santiago Acosta Velez, Gabriel Jaime Bernal Paredes, Carlos Ignacio Bernal Yong, Carlos Andres Castrillon Moreno, Juan Santiago Diaz Granada, Juan Esteban Hernandez Ochoa, Jose Alejandro Londono Bedoya, Juan Camilo Mejia Martinez, Carlos Arturo Monsalve Suaza, Diego Alejandro Orrego Cano, Rodrigo Alberto Palacio Uribe, Esteban Penagos Echeverri, Jose Luis Rodriguez Ramos, Daniel Esteban Suarez Arango, Carlos Jose Valencia Hoyos. |

## Frauen

### Turnierverlauf
| Pl. | Land        | Sp. | S | U | N | Tore      | Diff. | Punkte |
| --- | ----------- | --- | - | - | - | --------- | ----- | ------ |
| 1.  | Argentinien | 5   | 5 | 0 | 0 | 0171:950  | +76   | 10     |
| 2.  | Brasilien   | 5   | 4 | 0 | 1 | 0195:890  | +106  | 8      |
| 3.  | Uruguay     | 5   | 3 | 0 | 2 | 0127:1310 | −4    | 6      |
| 4.  | Chile       | 5   | 2 | 0 | 3 | 0152:1410 | +11   | 4      |
| 5.  | Paraguay    | 5   | 1 | 0 | 4 | 0112:1540 | −42   | 2      |
| 6.  | Kolumbien   | 5   | 0 | 0 | 5 | 072:2190  | −147  | 0      |

Anmk.: Bei Punktgleichheit entschied der direkte Vergleich, dann das Torverhältnis.
| 20. März 2010 16.00 Uhr | Argentinien | 37:27 | Chile | Coliseo Unidad Deportiva Ditaires, Itagüí |
| 20. März 2010 16.00 Uhr | (18:13)     |       |       | Coliseo Unidad Deportiva Ditaires, Itagüí |
| 20. März 2010 16.00 Uhr |             |       |       | Coliseo Unidad Deportiva Ditaires, Itagüí |

| 20. März 2010 18.00 Uhr | Brasilien | 37:17 | Uruguay | Coliseo Unidad Deportiva Ditaires, Itagüí |
| 20. März 2010 18.00 Uhr | (16:9)    |       |         | Coliseo Unidad Deportiva Ditaires, Itagüí |
| 20. März 2010 18.00 Uhr |           |       |         | Coliseo Unidad Deportiva Ditaires, Itagüí |

| 20. März 2010 20.00 Uhr | Paraguay | 36:16 | Kolumbien | Coliseo Unidad Deportiva Ditaires, Itagüí |
| 20. März 2010 20.00 Uhr | (19:8)   |       |           | Coliseo Unidad Deportiva Ditaires, Itagüí |
| 20. März 2010 20.00 Uhr |          |       |           | Coliseo Unidad Deportiva Ditaires, Itagüí |

| 21. März 2010 16.00 Uhr | Uruguay | 25:20 | Paraguay | Coliseo Unidad Deportiva Ditaires, Itagüí |
| 21. März 2010 16.00 Uhr | (11:7)  |       |          | Coliseo Unidad Deportiva Ditaires, Itagüí |
| 21. März 2010 16.00 Uhr |         |       |          | Coliseo Unidad Deportiva Ditaires, Itagüí |

| 21. März 2010 18.00 Uhr | Brasilien | 42:19 | Chile | Coliseo Unidad Deportiva Ditaires, Itagüí |
| 21. März 2010 18.00 Uhr | (25:6)    |       |       | Coliseo Unidad Deportiva Ditaires, Itagüí |
| 21. März 2010 18.00 Uhr |           |       |       | Coliseo Unidad Deportiva Ditaires, Itagüí |

| 21. März 2010 20.00 Uhr | Argentinien | 49:11 | Kolumbien | Coliseo Unidad Deportiva Ditaires, Itagüí |
| 21. März 2010 20.00 Uhr | (23:3)      |       |           | Coliseo Unidad Deportiva Ditaires, Itagüí |
| 21. März 2010 20.00 Uhr |             |       |           | Coliseo Unidad Deportiva Ditaires, Itagüí |

| 22. März 2010 16.00 Uhr | Brasilien | 41:20 | Paraguay | Coliseo Unidad Deportiva Ditaires, Itagüí |
| 22. März 2010 16.00 Uhr | (21:11)   |       |          | Coliseo Unidad Deportiva Ditaires, Itagüí |
| 22. März 2010 16.00 Uhr |           |       |          | Coliseo Unidad Deportiva Ditaires, Itagüí |

| 22. März 2010 18.00 Uhr | Argentinien | 31:21 | Uruguay | Coliseo Unidad Deportiva Ditaires, Itagüí |
| 22. März 2010 18.00 Uhr | (20:11)     |       |         | Coliseo Unidad Deportiva Ditaires, Itagüí |
| 22. März 2010 18.00 Uhr |             |       |         | Coliseo Unidad Deportiva Ditaires, Itagüí |

| 22. März 2010 20.00 Uhr | Chile  | 42:15 | Kolumbien | Coliseo Unidad Deportiva Ditaires, Itagüí |
| 22. März 2010 20.00 Uhr | (23:7) |       |           | Coliseo Unidad Deportiva Ditaires, Itagüí |
| 22. März 2010 20.00 Uhr |        |       |           | Coliseo Unidad Deportiva Ditaires, Itagüí |

| 23. März 2010 16.00 Uhr | Uruguay | 28:24 | Chile | Coliseo Unidad Deportiva Ditaires, Itagüí |
| 23. März 2010 16.00 Uhr | (17:8)  |       |       | Coliseo Unidad Deportiva Ditaires, Itagüí |
| 23. März 2010 16.00 Uhr |         |       |       | Coliseo Unidad Deportiva Ditaires, Itagüí |

| 23. März 2010 18.00 Uhr | Argentinien | 32:17 | Paraguay | Coliseo Unidad Deportiva Ditaires, Itagüí |
| 23. März 2010 18.00 Uhr | (16:8)      |       |          | Coliseo Unidad Deportiva Ditaires, Itagüí |
| 23. März 2010 18.00 Uhr |             |       |          | Coliseo Unidad Deportiva Ditaires, Itagüí |

| 23. März 2010 20.00 Uhr | Brasilien | 56:11 | Kolumbien | Coliseo Unidad Deportiva Ditaires, Itagüí |
| 23. März 2010 20.00 Uhr | (27:4)    |       |           | Coliseo Unidad Deportiva Ditaires, Itagüí |
| 23. März 2010 20.00 Uhr |           |       |           | Coliseo Unidad Deportiva Ditaires, Itagüí |

| 24. März 2010 16.00 Uhr | Chile  | 40:19 | Paraguay | Coliseo Unidad Deportiva Ditaires, Itagüí |
| 24. März 2010 16.00 Uhr | (16:7) |       |          | Coliseo Unidad Deportiva Ditaires, Itagüí |
| 24. März 2010 16.00 Uhr |        |       |          | Coliseo Unidad Deportiva Ditaires, Itagüí |

| 24. März 2010 18.00 Uhr | Uruguay | 36:19 | Kolumbien | Coliseo Unidad Deportiva Ditaires, Itagüí |
| 24. März 2010 18.00 Uhr | (14:10) |       |           | Coliseo Unidad Deportiva Ditaires, Itagüí |
| 24. März 2010 18.00 Uhr |         |       |           | Coliseo Unidad Deportiva Ditaires, Itagüí |

| 24. März 2010 20.00 Uhr | Argentinien | 22:19 | Brasilien | Coliseo Unidad Deportiva Ditaires, Itagüí |
| 24. März 2010 20.00 Uhr | (12:7)      |       |           | Coliseo Unidad Deportiva Ditaires, Itagüí |
| 24. März 2010 20.00 Uhr |             |       |           | Coliseo Unidad Deportiva Ditaires, Itagüí |

### Platzierungen
Legende
| Rang | Mannschaft  | Kader |
| ---- | ----------- | --- |
|      | Argentinien | Amelia Belotti, Valeria Bianchi, Victoria Crivelli, Magdalena Decilio, Bibiana Ferrea, Valentina Kogan, Natacha Melillo, Antonela Mena, Luciana Mendoza, Pilar Romero, Noelia Sala, Mariana Sanguinetti, Silvina Schlesinger, Carla Simonato, Solange Tagliavini, Silvana Totolo. |
|      | Brasilien   | Pamela Alencar, Jaqueline Anastácio, Moreira Ariadne, Amanda Caetano, Celia Dacosta, Fabiana Diniz, Scheyla Gris, Livia Horacio, Adriana Lima, Mayssa Pessoa, Agda Pereira, Aline Rosas, Patricia Silva, Regiane Silva, Rosaria Elizabete Silva. |
|      | Uruguay     | Noelia Artigas, Paula Basaistegui, Sofia Cherone, Soledad Faedo, Eliana Falco, Alesandra Ferrari, Mariana Fleitas, Paula Fynn, Maria Luciana Moreira, Ornella Palla, Eliana Perez, Mariel Perez, Fabiana Sencion, Maria Alejandra Sencion, Rossina Soca, Macarena Trucco. |
| 4    | Chile       | Giselle Andrea Angel Galaz, Leila Francisca Apara Hizmeri, Paula Francisca Cajas Galdames, Belen Canessa Perez, Daniela Canessa Perez, Daniela Paz Ceza Garcia, Andrea Ximena Cisterna Ibanez, Fernanda Cristi Baron, Pamela del Carmen Flores Catalan, Valeria Giselle Flores Huerta, Catalina Paz Lerchot Navarrete, Maria Jose Letelier Alvarez, Nicole Alejandra Llanos Figueroa, Carla Victoria Sciaraffia Rubio, Veronica Torres Lara, Pamela Oliva Vera Flores, Caroline Ivette Verdejo Pulgar. |
| 5    | Paraguay    | Carimy Aluan, Fabiana Maria Aluan Nazer, Marian Vanessa Aluan Nazer, Karina dos Santos, Marizza Faría, Teresa Beatriz Fernandez Ruiz Diaz, Maria Graciela Gomez Diaz, Alana Pedrozo, Carmen Miryan Rios Melgarejo, Myrian Rodríguez, Nilsa Noemi Romero Aguilar, Maria Alejandra Sandoval Chavez, Clara Ines Vega Ocampos, Alicia Villalba, Analia Yaryes, Ada Liz Zarate Gavilan. |
| 6    | Kolumbien   | Maria Victoria Alvarez Ruiz, Paula Andrea Betancur Ruiz, Maria Cristina Bustamante Perez, Luisa Fernanda Cardenas Rico, Maribel Cardenas Rico, Diana Marcela Casas Pereanez, Susana Estrada Castano, Leidy Catalina Gallego Rodriguez, Juliana Jaramillo Moreno, Silvia Alejandra Naranjo Lopera, Dennis Yarledy Ocampo Hoyos, Monica Viviana Ospina Orozco, Maria Isabel Perez Montes, Juliana Sanchez Monsalve, Maria Antonia Sanchez Rave, Sara Tabares Nieto.                                      |